# Elling Å
Elling Å er en  å syd for byen Elling, med udløb gennem strandenge ca. 7 km nordvest for Frederikshavn i den sydlige del af Ålbæk Bugt. Åen er ca. 17 kilometer lang med start umiddelbart nordvest for Kvissel ved Nygaards Mølle og er et sammenløb af to vandløb, Dvergetved Bæk og Skærum Å. Nordøst for Kvissel får den fra syd tilløb af Åsted Å.

## Dyreliv
Ved åens udløb er der mulighed for at se den næsten uddøde sommerfugl Hedepletvinge. Åen er populær hos lystfiskere. Der er rig mulighed for fangst af havørreder, bækørreder, havlampret, skaller og ål.

## Historie
Elling Å's geografiske beliggenhed har haft stor betydning i den tidlige middelalder, hvor der lå en naturlig åhavn ved udmundingen af åen. Her har skibe fra hele Østersøen kunnet ligge i læ og vente på egnet vejr til at passere Skagens Gren. Der er fundet to skibe, der har fungeret som handelsskibe i forbindelse med Hansestæderne i årene 1100 – 1300. Ellingåskibet blev fundet ved Skagensbanens nuværende jernbanebro over åen, hvilket tyder på at åen i middelalderen var sejlbar op til Elling by. Skibet blev hævet i 1968 og er dateret til 1163. Det kan ses på Bangsbo Museum i Frederikshavn. Det andet skib, Nordstrandskibet, blev fundet i 1991 lidt syd for åens udløb og er dateret til 1346. Det er lagt i magasin, fordi der ikke er råd til at udstille det.

## Naturbeskyttelse
Området ved åens udløb i Ålbæk Bugt er en del af Natura 2000-område nr. 4 Hirsholmene, havet vest herfor og Ellinge Å's udløb og er både ramsarområde, habitatområde og fuglebeskyttelsesområde. En 1,5 km lang strækning ved stranden er fredet til rekreative formål.